# 豆卢革
豆卢革（9世纪?—927年），五代时后唐大臣。父親為豆盧瓚曾為舒州刺史。

## 簡介
唐末战乱，豆卢革避居中山(今河北定县)等地。为太原王王处直下属。李存勖建立后唐，他以出身名门，征拜行台左丞相。但无实学，引用韦说为相，说亦庸才，致使政事多有所错乱，又引薦韋說，並與他交易恩惠，互相提升對方之子，有同市井之民，有見識者皆以為醜行。又专求长生修炼之术。后唐庄宗死，豆盧革屡遭贬謫为辰州（今湖南沅陵）刺使、费州（山东费县）司户参军，后因事获罪被赐死。

## 延伸阅读
[在维基数据编辑]
 在维基文库阅读此作者作品
 《舊五代史·卷67》，出自薛居正《舊五代史》
 《新五代史·卷28》，出自歐陽修《新五代史》